# Международный фестиваль барочной музыки в Валлетте
Международный фестиваль барочной музыки в Валлетте один из крупнейших музыкальных фестивалей Мальты. Программный фокус основан на барочной музыке.

## История
С момента своего создания в 2013 году Международный фестиваль барочной музыки в Валлетте проводится каждый год в январе. Концерты и оперные мероприятия представлены в нескольких барочных зданиях в городе Валлетте.
Среди известных артистов которые выступали на фестивале Филипп Херревеге, Кристоф Руссе und Жорди Саваль. 
26 января 2017 года была проведена мировая премьера Концертино для гитары, клавесин и оркестра мальтийского композитора Рубена Паче в Театре Маноэль под лозунгом Вдохновленный барокко с Мальтийским филармоническим оркестром под руководством Мишель Кастеллетти, солисти были Йоханна Байштайнер (гитара) и Джоан Камиллери (клавесин). Это была первая мировая премьера в истории фестиваля.